# Landschaftsschutzgebiet Obere Leine

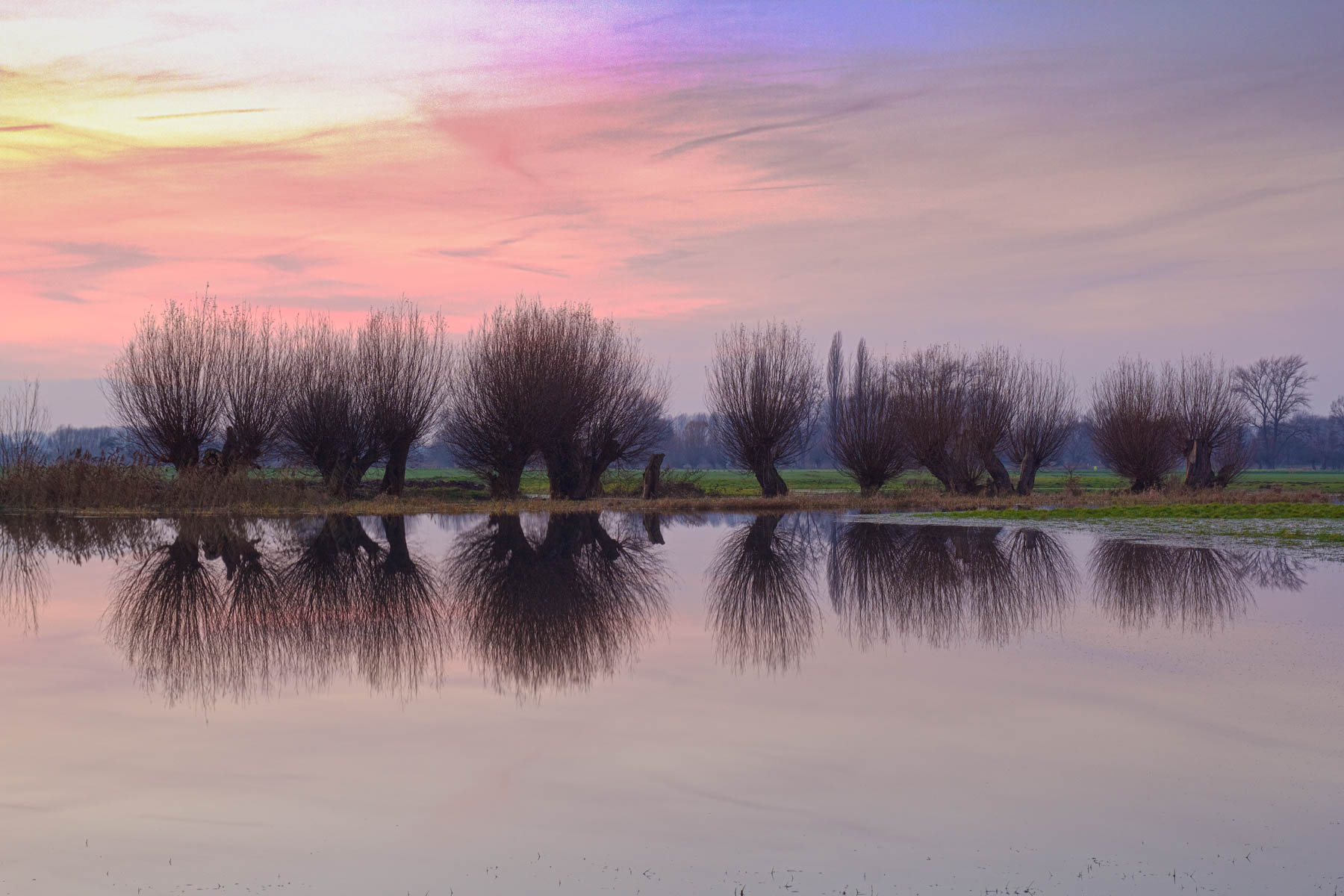
Korbweiden an einem überschwemmten Feld an der Alten Leine

Das Landschaftsschutzgebiet Obere Leine ist ein Landschaftsschutzgebiet in den Städten Hemmingen, Laatzen und Pattensen innerhalb der Region Hannover.

## Allgemeines
Die Unterschutzstellung des etwa 1200 Hektar großen Gebietes erfolgte im Jahr 2000. Es umschloss das 317 Hektar große Naturschutzgebiet „Alte Leine“ fast vollständig und vernetzte dies mit dem etwas südlich liegenden Naturschutzgebiet „Leineaue zwischen Ruthe und Koldingen“. Im April 2021 gingen die im FFH-Gebiet „Leineaue zwischen Hannover und Ruthe“ liegenden Teile des Landschaftsschutzgebietes im neu ausgewiesenen Naturschutzgebiet „Leineaue zwischen Hannover und Ruthe“ auf.
Das Landschaftsschutzgebiet trägt die amtliche Kennung LSG H 21. Nördlich grenzt ein in Hannover gelegenes und namensgleiches Landschaftsschutzgebiet mit der Kennzeichnung LSG H-S 04 an.

## Lage
Das Landschaftsschutzgebiet liegt in der Talniederung der Leine zwischen den Naturräumen der Calenberger und der Hildesheimer Börde. Es reicht im Norden bis zur Regionsgrenze zur Stadt Hannover bei Hemmingen und im Süden bis zur Grenze an den Landkreis Hildesheim bei Koldingen heran. Das Gebiet ist etwa 9 km lang und bis zu 3 km breit.

## Beschreibung

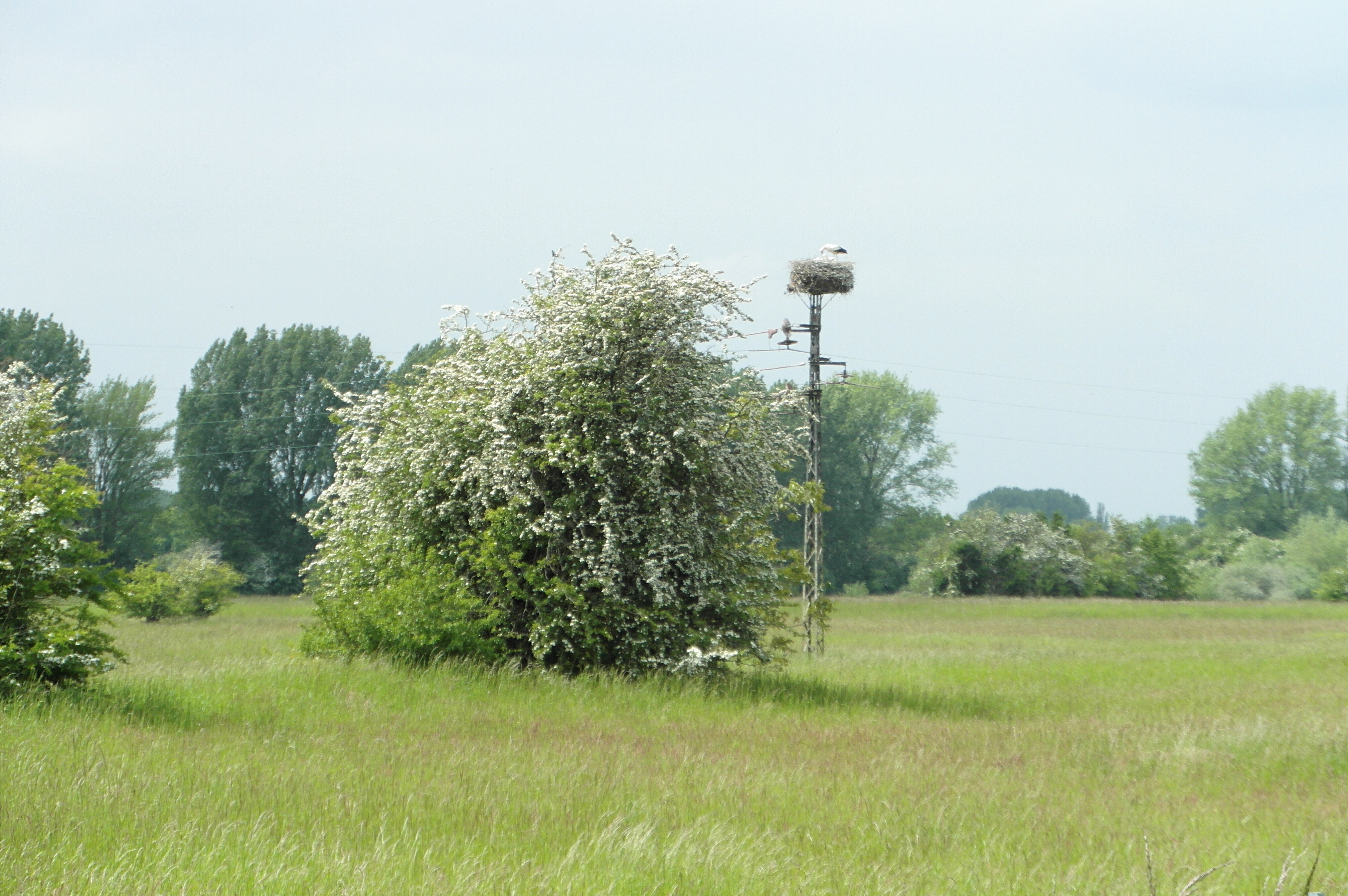
Storchennest auf einer Wiese zwischen Leine und Alter Leine nördlich von Koldingen

Das Landschaftsschutzgebiet umfasst Teile der Leineaue. Die Flussschleifen der Leine und ihrem ungefähr parallel laufenden Altarm Alte Leine liegen vollständig im Naturschutzgebiet „Leineaue zwischen Hannover und Ruthe“. Typisch für das Landschaftsbild sind Ufergehölze mit Kopfweiden und Erlen entlang der Flussläufe. Charakteristisch sind die zahlreichen durch Kiesabbau entstandenen Teiche innerhalb des Schutzgebietes, die vielfach als Fischteiche genutzt werden. Die im Überschwemmungsbereich der Flüsse liegende Leinemasch wird zur Wassergewinnung und großflächig als Grünland genutzt. Die wenigen noch vorhandenen Waldreste haben ihren Auen- und Bruchwaldcharakter verloren. Das Landschaftsschutzgebiet ist Lebensraum für gebietstypische Tier- und Pflanzenarten.
Das Gebiet ist in zwei Schutzzonen mit unterschiedlichem Schutzgrad gegliedert. In der Schutzzone I liegen Fließgewässer und ihre Überschwemmungsgebiete mit Stillgewässern, Uferzonen, Grünlandbereiche, Baum- und Gebüschbestände, Brachflächen sowie die Terrassenkanten der Leine. Die Schutzzone II umfasst die Bereiche, in denen Acker- und Freizeitnutzungen vorherrschen.

## Kiesabbau
In der Talniederung der Leine zwischen Hannover und Nordstemmen sind im Laufe der Zeit durch Kiesabbau zahlreiche Teiche entstanden. Innerhalb des Landschaftsschutzgebietes Obere Leine gibt es eine Reihe noch nicht erschlossener Rohstofflagerstätten von Kies und Sand. Ihre Ausbeutung ist nach der Landschaftsschutzgebietsverordnung grundsätzlich untersagt. In einigen festgelegten „Vorranggebieten Rohstoffgewinnung“ ist zur Sicherung der Rohstoffversorgung Bodenabbau trotzdem möglich. Dort treten die Belange des Landschaftsschutzes gegenüber den Belangen der Rohstoffgewinnung zurück.

### Römerlager im Kiesabbaugebiet

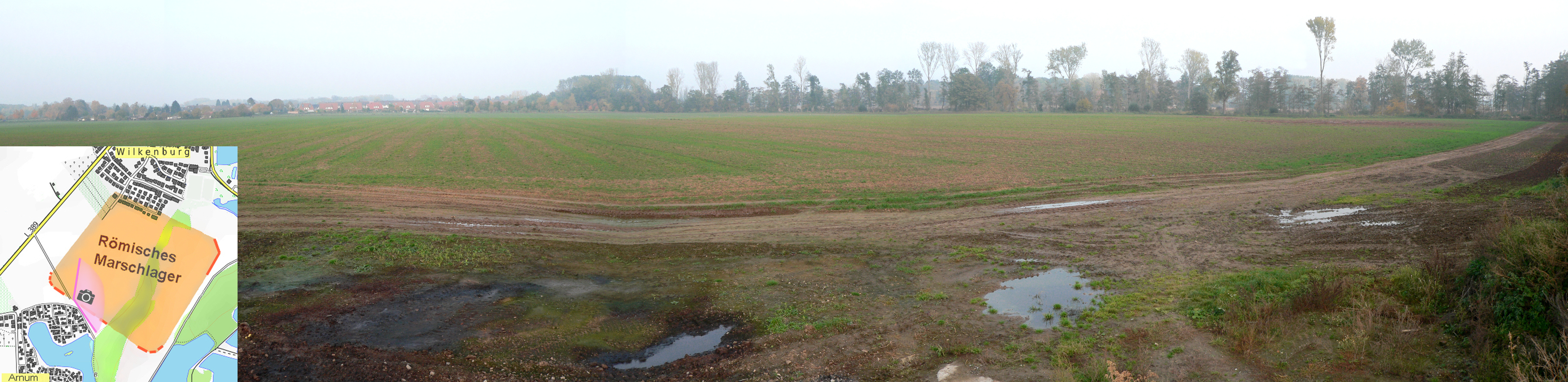
Fläche des römischen Marschlagers mit Skizze zum Aufnahmeblickwinkel

Im Jahr 2015 wurden im Landschaftsschutzgebiet Obere Leine zwischen Arnum und Wilkenburg Bodenfunde als Reste des 2000 Jahre alten und 30 Hektar großen römischen Marschlagers von Wilkenburg identifiziert, nachdem es bereits in den 1990er Jahren Hinweis auf eine derartige Anlage gab. Von Seiten des Niedersächsischen Landesamtes für Denkmalpflege wird das Marschlager als Bodendenkmal von europäischer Bedeutung bewertet.
Die Fundstelle liegt auf zwei 16 und 17 Hektar großen Flächen, für die das Unternehmen Holcim 2014 Abbauanträge auf Kies und Sand gestellt hat. Es handelt sich um Flächen in „Vorranggebieten Rohstoffgewinnung“, die im Regionalen Raumordnungsprogramm Region Hannover (RROP) als „Lagerstätte 1. Ordnung“ bezeichnet werden. Seit dem Jahr 2015 läuft bei der Region Hannover ein Planfeststellungsverfahren für den Kiesabbau. Mit Stand vom September 2016 gab es in dem Verfahren 28 Stellungnahmen von Kommunen, Verbänden und Trägern öffentlicher Belange sowie etwa 250 Einwendungen von Privatpersonen. Darin geht es neben dem Denkmalschutz für das Römerlager um die Belange von Natur-, Arten-, Lärm- und Hochwasserschutz unter Berücksichtigung eines Jahrhunderthochwassers. Eine Entscheidung der Region Hannover über die Genehmigung oder Versagung des Abbaus wird im Sommer 2017 erwartet.[veraltet]